# Einhänder
Einhänder (яп. アインハンダー Айнханда:) — видеоигра в жанре горизонтального скролл-шутера, разработанная компанией Square эксклюзивно для игровой консоли Sony PlayStation. Была выпущена в Японии в ноябре 1997 года и в США в апреле 1998 года. В июне 2008 года была переиздана на японском сервисе PlayStation Network. Название Einhander переводится с немецкого языка как «одноручный», обычно подразумевая меч, но в игре относится к одному механическому манипулятору, которым оснащён космический корабль игрока.
Действие игры происходит в вымышленном будущем, во время войны между Землёй и Луной. Игрок выступает на стороне Луны и должен проникнуть на территорию врага для разведки и завладения оружием противника. Музыка к игре написана Кэнъитиро Фукуи и выполнена в стилях электро и техно. Она также издана в Японии в виде отдельного саундтрека.
Игра получила положительные отзывы от критиков. Они отметили графику и игровой процесс, назвав среди незначительных недостатков небольшую продолжительность игры и отсутствие режима игры для двух игроков.

## Игровой процесс
В игре используется трёхмерная графика, но сам игровой процесс происходит в плоскости. Автоматическая камера незначительно изменяет угол в определённых местах в процессе игры. Важные сюжетные сцены выполнены в виде полноэкранной компьютерной анимации.
В начале игры игрок может выбрать один из нескольких уровней сложности и одну из трёх моделей космического корабля. Также в игре присутствует две скрытых модели корабля. В японской версии игры присутствует уровень сложности «Free», в котором доступны бесконечные продолжения, но отсутствует подсчёт очков. Корабль игрока может двигаться с разной скоростью. В начале игры он вооружён простым пулемётом с бесконечным боезапасом, а также рукой-манипулятором, позволяющей собирать дополнительное оружие, остающееся после уничтожения противников. Дополнительное оружие имеет ограниченный боезапас и включает пушки, самонаводящиеся ракеты, лазерный меч и другие виды оружия. Дополнительное оружие может быть подвешено в двух разных положениях, над и под кораблём, а также в любой момент перемещаться между этими положениями. В зависимости от положения изменяется угол или направление стрельбы. В каждом уровне игры присутствует минибосс в середине уровня и основной босс в конце уровня (кроме одного), состоящий из основного ядра и независимых частей, уничтожаемых по отдельности.
Система подсчёта очков в игре включает шкалу умножения очков. Она заполняется при уничтожении противников и уменьшается со временем. Все получаемые игроком очки умножаются на значение, которое показывает шкала. При заполнении шкалы до определённого уровня она начинает мигать, при этом игрок получает дополнительное большое количество очков за уничтожение любых противников.

## Сюжет
Действие игры происходит в вымышленном будущем, во время второй войны между Землёй и лунной колонией Селеной. Первая война привёла к уничтожению большей части поверхности Земли и установлению тоталитарного режима на планете. Во время событий игры Селена снова атакует Землю для захвата природных ресурсов. Тактика Селены заключается в отправке одноместных космических кораблей «Einhänder» в качестве камикадзе, чтобы нанести максимальный урон противнику. Игрок выполняет роль пилота одного из таких кораблей, атакующих столицу Земли.

## Разработка
Einhander стал первым скролл-шутером с трёхмерной графикой, разработанным компанией Square, более известной как разработчик ролевых игр. Разработчики использовали немецкие слова в качестве названий разных предметов в игре, а также несколько отсылок к древнегреческой мифологии и Библии. Согласно информации на сайте IGN, многие эффекты, созданные Square для игры Final Fantasy VII, были использованы в Einhander. Игра была продемонстрирована на Tokyo Game Show в сентябре 1997 года. Изначально её релиз в Японии был запланирован на 16 октября 1997 года, но в итоге игра была выпущена с пятинедельной задержкой, 20 ноября. В следующем месяце Square выпустила игру Chocobo no Fushigina Dungeon, включавшую в качестве бонуса диск «Mysterious Data Disc», содержащий сохранения для разных игр компании, включая Einhander.
Американская компания-издатель Working Designs была заинтересована в издании игры в США под своим лейблом Spaz, использовавшимся для издания скролл-шутеров. Но компания Sony Computer Entertainment использовала свой приоритет на издание игр Square и издала игру самостоятельно. В американскую версию игры были внесены незначительные изменения — была увеличена скорость переключения подвески оружия, изменены некоторые призы, убран режим свободной игры, в игровой галерее был изменён интерфейс и использованы другие изображения. Игра не была издана в Европе. 25 июня 2008 года Square Enix переиздала игру в виде скачиваемого контента для японского сервиса PlayStation Network.

## Музыка
Музыка к игре была написана Кэнъитиро Фукуи. Игра стала первой игрой Square, музыка к которой была выполнена в стилях техно и электро. Некоторые композиции были выполнены в разных подвидах техно, таких как прогрессив-хаус, или в других стилях, включая хип-хоп, музыку для фортепиано и оперу. Саундтрек к игре был выпущен в Японии на лейбле DigiCube, являющемся дочерней компанией Square, 21 декабря 1997, а также был переиздан Square Enix 18 июля 2007 года. Последняя композиция с альбома под названием «Beginning» также вошла в состав сборника Square Enix Music Compilation 2, выпущенного 1 мая 2008 года для пользователей японского сайта Square Enix.
| №   | Название         | Длительность |
| --- | ---------------- | ------------ |
| 1.  | «Assault»        | 1:04         |
| 2.  | «Take Off»       | 0:59         |
| 3.  | «Capital»        | 0:34         |
| 4.  | «Street»         | 2:44         |
| 5.  | «Ruins»          | 1:05         |
| 6.  | «Chase»          | 1:36         |
| 7.  | «Machine Beat»   | 3:35         |
| 8.  | «Badlands»       | 4:00         |
| 9.  | «Silence»        | 1:34         |
| 10. | «Warning»        | 3:55         |
| 11. | «Breakthrough»   | 2:54         |
| 12. | «Factory»        | 3:17         |
| 13. | «Dawn»           | 2:55         |
| 14. | «Madness»        | 3:04         |
| 15. | «Conflict»       | 3:11         |
| 16. | «Impatience»     | 3:02         |
| 17. | «Thermosphere»   | 3:20         |
| 18. | «Afterimage»     | 3:17         |
| 19. | «Advent»         | 0:38         |
| 20. | «Rebellion»      | 1:29         |
| 21. | «Zero Gravity»   | 3:14         |
| 22. | «Shudder»        | 2:27         |
| 23. | «Bloody Battle»  | 3:23         |
| 24. | «Muddle»         | 0:19         |
| 25. | «Moonlight»      | 0:13         |
| 26. | «Judgment»       | 1:11         |
| 27. | «Earthlight»     | 3:05         |
| 28. | «Metempsychosis» | 1:37         |
| 29. | «Beginning»      | 1:59         |

## Сопутствующая продукция
В декабре 1997 года компания ASCII издала в Японии 111-страничное официальное описание игры под названием Einhänder Kōshiki Guidebook (или Einhänder der offizielle Führer). Оно включало карты уровней, информацию по космическим кораблям и таблицы с данными.

## Отзывы
| Сводный рейтинг                  | Сводный рейтинг |
| Агрегатор                        | Оценка          |
| -------------------------------- | --------------- |
| GameRankings                     | 85 %            |
| Metacritic                       | 90 из 100       |
| Иноязычные издания               |                 |
| Издание                          | Оценка          |
| AllGame                          | [ 2 ]           |
| Edge                             | 8 из 10         |
| EGM                              | 9,2 из 10       |
| GamePro                          | 4,5 из 5        |
| GameSpot                         | 7,9 из 10       |
| IGN                              | 9,0 из 10       |
| Official PlayStation Magazine US | 4 из 5          |
| PlayStation Magazine             | 4,5 из 5        |
| Русскоязычные издания            |                 |
| Издание                          | Оценка          |
| «Страна игр»                     | 8 из 10         |

В Японии за три дня после выхода игры было продано 50 тысяч копий, а к февралю 1999 года — 100 тысяч. Игра получила положительные рецензии в американских игровых изданиях, отметивших, что на момент выхода игра не имела сильных конкурентов на PlayStation. Сайт Allgame отозвался об игре как о лучшем скролл-шутере, «вышедшем на игровых консолях после четвёртого поколения». Английский сайт Eurogamer назвал игру «наиболее успешным выходом Square за пределы жанра RPG». В 2007 году игра попала на первое место в десятке лучших двухмерных космических шутеров, опубликованной сайтом IGN.
Критики похвалили игровой процесс. Allgame отметил напряжённость действия и разнообразие противников, систему вооружения и боссов, состоящих из разрушаемых частей. Сайт GamePro отметил, что хотя игровой процесс в целом обычен для скролл-шутеров, его энергичность и разнообразие оружия делают его интересным. Он также назвал раззнообразие "одним из главных достоинств игры№. Сайт GameSpot назвал механику игрового процесса «точно настроенной», а сюжет «завораживающим». IGN отметил, что одной из особенностей, делающих игру «такой замечательной» является камера, показывающая игровую ситуацию под разными углами.
GameSpot, Allgame и Official U.S. PlayStation Magazine отметили уровень детализации графики и эффекты, использованные в разных уровнях игры, а также большие размеры боссов. IGN отметил, что трёхмерная графика делает игру «существенно лучше» других скролл-шутеров того времени, использующих спрайты.
Саундтрек игры получил похвалы критиков в рецензиях от Eurogamer, IGN, Soundtrack Central и PlayStation Magazine. GamePro отметил, что музыка в стиле техно и звуковые эффекты «идеально» подходят к уровням игры. Однако, GameSpot посчитал, что качество музыки и эффектов «хорошее», но не на одном уровне с качеством графики. Небольшая продолжительность и отсутствие режима для двух игроков были отмечены Allgame и GamePro как единственные недостатки игры. По приблизительной оценке GameSpot прохождение игры требовало «чуть более часа».